# Сура Аль-Аср
Сура Аль-Аср (араб. سورة العصر‎) або Час — сто третя сура Корану. Мекканська, містить 3 аятів.

1. Клянуся часом!
2. Воістину, людина зазнає збитків!
3. Окрім тих, які увірували, творили добрі справи, заповідали одне одному істину, заповідали одне одному терпіння!